# 홍익대학교 사범대학 부속고등학교

## 학교 연혁
- 1954년 4월 12일 : 성북중고등학교 설립 인가(인가 학급수 6학급)
- 1954년 4월 12일 : 초대 교장 이희석 선생 취임
- 1955년 3월 25일 : 농구부 창설
- 1957년 3월 7일 : 펜싱부 창설
- 1969년 2월 28일 : 중학교 평준화로 중학교 고등학교 분리
- 1970년 6월 15일 : 본관 교사 4층 5층 증축 준공
- 1970년 9월 19일 : 학교법인 홍익학원에서 성북중고등학교 인수 합병
- 1972년 6월 1일 : 홍익고등학교로 교명 변경
- 1972년 11월 29일 : 신관 교사 신축 공사 준공
- 1977년 3월 1일 : 홍익대학교사범대학부속고등학교로 교명 변경
- 2004년 3월 5일 : 학교식당 재준공
- 2004년 5월 31일 : 홍익체육관 및 정보관 준공
- 2007년 3월 16일 : 펜싱체육관 준공
- 2015년 6월 16일 : 펜싱체육관 2층 증축 준공
- 2022년 2월 11일 : 제68회 졸업식 거행(123명 졸업, 누적 26,950명 졸업)
- 2022년 3월 1일 : 제17대 교장 김헌재 선생 취임

## 참고 자료
- 홍익대학교 사범대학 부속고등학교 - 한국교육학술정보원 학교알리미